# Wilfrid Hyde-White
Wilfrid Hyde-White (12 de mayo de 1903-6 de mayo de 1991) fue un actor inglés.

## Biografía
Wilfrid Hyde-White nació en Bourton-on-the-Water, pueblo del condado de Gloucestershire (Inglaterra). Era hijo del reverendo William Edward White, canónigo de la Catedral de Gloucester, y de Ethel Adelaide Drought. Cursó los estudios secundarios en el Marlborough College y luego estudió actuación en la Royal Academy of Dramatic Art.
Trabajó con Laurence Olivier y Vivien Leigh en César y Cleopatra y Marco Antonio y Cleopatra, ambas de 1951. También trabajó en Broadway y fue nominado a dos premios Tony en la categoría de mejor actor. Consiguió un gran éxito con su interpretación del coronel Pickering en la película My Fair Lady (1964), de George Cukor, en la que hasta cantó en dos canciones: "You did it”  y “The rain in Spain”.  
Participó en dos episodios de la serie de televisión Columbo, protagonizada por Peter Falk: Fuera mancha maldita de 1972 y El último adiós al Comodoro, de 1976.
Hyde-White murió en 1991 en Woodland Hills (Los Ángeles) por causas naturales, seis días antes de cumplir 88 años. Fue enterrado en su ciudad natal.

## Filmografía
- Josser on the Farm (1934)
- Admirals All (1935)
- Rembrandt (1936)
- The Scarab Murder Case (1936)
- Elephant Boy (1937)
- Bulldog Drummond at Bay (1937)
- Murder in the Family (1938)
- Keep Smiling (1938)
- Over the Moon (1939)
- Poison Pen (1939)
- The Lambeth Walk (1939)
- The Briggs Family (1940)
- Turned Out Nice Again (1941)
- Asking for Trouble (1942)
- Lady from Lisbon (1942)
- The Demi-Paradise (1943)
- Night Boat to Dublin (1946)
- A Voice in the Night (1946)
- Appointment with Crime (1946)
- The Ghosts of Berkeley Square (1947)
- Meet Me at Dawn (1947)
- While the Sun Shines (1947)
- The Winslow Boy (1948)
- Quartet (1948)
- My Brother Jonathan (1948)
- Bond Street (1948)
- My Brother's Keeper (1948)
- The Passionate Friends (1949)
- The Bad Lord Byron (1949)
- Britannia Mews (1949)
- That Dangerous Age (1949)
- Helter Skelter (1949)
- Conspirator (1949)
- The Man on the Eiffel Tower (1949)
- Adam and Evelyne (1949)
- The Third Man (1949)
- Golden Salamander (1950)
- The Angel with the Trumpet (1950)
- Last Holiday (1950)
- Trio (1950)
- The Mudlark (1950)
- Highly Dangerous (1950)
- No Highway in the Sky (1951)
- Blackmailed (1951)
- Mister Drake's Duck (1951)
- La versión Browning (The Browning Version) (1951)
- Mr. Denning Drives North (1952)
- Outcast of the Islands (1952)
- The Card (1952)
- Top Secret (1952)
- The Story of Gilbert and Sullivan (1953)
- The Million Pound Note (1954)
- The Rainbow Jacket (1954)
- Betrayed (1954)
- Duel in the Jungle (1954)
- To Dorothy a Son (1954)
- John and Julie (1955)
- The Adventures of Quentin Durward (1955)
- See How They Run (1955)
- The Silken Affair (1956)
- The March Hare (1956)
- My Teenage Daughter (1956)
- Tarzan and the Lost Safari (1957)
- That Woman Opposite (1957)
- The Vicious Circle (1957)
- The Truth About Women (1957)
- Up the Creek (1958)
- Wonderful Things! (1958)
- The Lady is a Square (1959)
- Carry On Nurse (1959)
- Life in Emergency Ward 10 (1959)
- North West Frontier (1959)
- Libel (1959)
- Two-Way Stretch (1960)
- Let's Make Love (1960)
- His and Hers (1961)
- Ada (1961)
- On the Double (1961)
- On the Fiddle (1961)
- In Search of the Castaways (1962)
- Crooks Anonymous (1962)
- The Twilight Zone (1963)
- My Fair Lady (1964)
- John Goldfarb, Please Come Home (1965)
- You Must Be Joking! (1965)
- Ten Little Indians (1965)
- The Liquidator (1965)
- Our Man in Marrakesh (1966)
- Chamber of Horrors (1966)
- The Sandwich Man (1966)
- The Million Eyes of Sumuru (1967)
- Mission: Impossible (1967)
- Run a Crooked Mile (1969)
- The Magic Christian (1969)
- Gaily, Gaily (1969)
- Skullduggery (1969)
- Fragment of Fear (1970)
- The Cherry Picker (1974)
- Columbo (1972)
- Columbo (1976)
- The Great Houdini (1976)
- A Touch of the Sun (1979)
- The Cat and the Canary (1979)
- Battlestar Galactica (1979)
- The Rebels (1979)
- Oh, God! Book II (1980)
- Xanadu (1980)
- Buck Rogers in the 25th Century (1981)
- The Toy (1982)
- Fanny Hill (1983)